# Velserbeek
Velserbeek of Buitenplaats Velserbeek is een park in de Nederlandse gemeente Velsen. Het park is gelegen tussen IJmuiden en Velsen-Zuid langs de Parkweg dat in het verlengde van de Provinciale weg 202 ligt. De buitenplaats is een rijksmonument.

## Geschiedenis
Bij de eerste vermelding van de buitenplaats is er sprake van een zate of hofstede in de Kerkbuurt van het dorp Velsen. In die tijd is de hofstede in het bezit van het regentengeslacht Ramp dat zelf het Huis Rollant bewoonde in Overveen en waarvan leden belangrijke bestuurlijke functies bekleden in de stad Haarlem. Rond 1628 wordt de familie Ramp zelfs in de adelstand verheven en laat zich vanaf die tijd Ramp van Rollant noemen. In het begin van de achttiende eeuw zouden de Rampen van Rollant echter roemloos aan schulden ten onder gaan.
De hofstede in de Kerkbuurt heeft in 1639 al enigszins allure en komt in het bezit van de rijke Amsterdamse koopman Jeremias van Keulen, die zich later Van Collen noemde. Hij heeft een gezin van vijftien kinderen en bouwt de hofstede uit tot een buitenplaats met het huidige herenhuis en siertuinen. In 1668 gaat de zakenman failliet en doet hij afstand van zijn bezit ten gunste van zijn kinderen. In 1639 is Velserbeek onder Jeremias uitgegroeid tot een riante buitenplaats.
Velserbeek kent daarna nog enige opvolgende eigenaren, waaronder Hendrik ter Smitten senior en junior die hun bezitting aanzienlijk uitbreiden en de bestaande tuinen omvormen in de dan in zwang zijnde formele tuinaanleg.
In 1769 komt Velserbeek in de handen van de Amsterdammer Frans Jacob Berg. Samen met zijn schoonvader Johan Goll van Franckenstein en diens zoon Johan junior maakt hij een studiereis door Duitsland en Oostenrijk, waarna de formele tuinaanleg meer en meer plaats gaat maken voor de landschapsstijl.
Na het overlijden van Frans Jacob wordt Velserbeek door zijn vrouw Maria te koop aangeboden in de Opregte Haarlemsche Courant. Zij ziet echter van de verkoop af, waarschijnlijk door toedoen van haar vader Johan Goll van Franckenstein. De Goll’s zijn natuurliefhebbers. Goll junior neemt vrijwel meteen na het overlijden van zijn vader in 1785 het initiatief om de geometrische tuin te laten inrichten in de Engelse landschapsstijl met sierelementen, zoals een ruïne, een kluizenaarshut, een jeneverhuisje en een Chinese Schellenhuisje. Van de vroegere tuinaanleg zijn alleen een paar lanen in stand gehouden. Tussen deze lanen en het herenhuis liggen de tuinen, bloemperken, broeierijen van allerhande fruit en bijzondere bloemen en plantengewassen. Het ontwerp wordt toegeschreven aan Johann Georg Michael, de tuinarchitect van Beeckestijn.
In 1802 verkrijgt junior ook bezit van het aangrenzende buitenplaatsje ’s-Gravenlust en voegt het bij Velserbeek. Zijn vader had in eerder in 1783 al de moestuin en boomgaard van dit buiten verworven.
In 1832 kwam Velserbeek in het bezit van de familie Van Tuyll van Serooskerken.